# دیوس
دیوس (انگلیسی: Dyaus) خدای آسمان در ایزدان ریگ‌ودایی است. همسر او پریتوی، الهه زمین است، و آنها با هم والدین کهن الگوی در ریگ‌ودا هستند.

## نام‌گذاری
دیائوس (Dyauṣ) از ریشه‌ی نیا-هند-ایرانی dyā́wš و از خدای آسمان روشن روز نیا-هند-اروپایی (PIE) Dyēus گرفته شده است و با واژه‌ی یونانی Διας – زئوس پاتِر (Zeus Patēr)، ایلریایی Dei-pátrous و ژوپیتر لاتین (از لاتین قدیم Dies piter Djous patēr) هم‌ریشه است، که همگی از PIE Dyḗus ph₂tḗr به معنای "پدر آسمان روشن" گرفته شده‌اند.
اسم dyaús (زمانی که بدون pitṛ́ 'پدر' استفاده می‌شود) به آسمان روشن روز اشاره دارد و در ریگ‌ودا به کرات به عنوان یک موجودیت آمده است. آسمان در نوشته‌های ودا به سه لایه‌ی پایین (avamá)، میانی (madhyamá) و بالایی (uttamá یا tṛtī́ya) توصیف شده است.

## ادبیات
دیائوس پیتِر (Dyáuṣ Pitṛ́) در سرودها همراه با پریثوی ماتا (Prithvi Mata)، "مادر زمین"، در متون باستانی ودایی هندوئیسم ظاهر می‌شود.
در ریگ‌ودا (Ṛg·veda)، دیائوس پیتِر در آیه‌های 1.89.4، 1.90.7، 1.164.33، 1.191.6، 4.1.10 و 4.17.4 ذکر شده است. او همچنین با نام‌های الهی مختلفی مورد اشاره قرار گرفته است؛ مثلاً Dyavaprithvi یک ترکیب dvandva است که "آسمان" و "زمین" را به‌عنوان دیائوس و پریثوی ترکیب می‌کند.
مهم‌ترین ویژگی دیائوس نقش پدرانه او است. دختر او، اوشاس (Uṣas)، نماد سپیده‌دم است. گفته شده است که خدایان، به ویژه سوریا (Sūrya)، فرزندان دیائوس و پریثوی هستند. سایر پسران دیائوس شامل آگنی (Agni)، پارجَنیا (Parjanya)، آدیتیاها (Ādityas)، ماروت‌ها (Maruts) و آنگیراسه‌ها (Angirases) هستند. آشویین‌ها (Ashvins) با عنوان "divó nápāt"، یعنی فرزندان یا نوادگان دیائوس خوانده می‌شوند. دیائوس اغلب به‌عنوان حیوانی غرش‌کننده، معمولاً یک گاو نر، تجسم می‌شود که زمین را بارور می‌کند.همچنین دیائوس به‌خاطر تجاوز به دختر خودش شناخته شده است که طبق گفته جمیسون و بررتون (2014)، این اتفاق به‌صورت مبهم اما زنده در ریگ‌ودا ذکر شده است. دیائوس همچنین در تمثیلی با آسمان شب، به‌عنوان اسبی سیاه با مرواریدهایی بر پشت او توصیف شده است. جدایی دیائوس و پریثوی توسط ایندرا (Indra) در ریگ‌ودا به‌عنوان یکی از مهم‌ترین اسطوره‌های آفرینش گرامی داشته شده است.